# Kajala Masanja
Kajala Masanja es una actriz de cine tanzana.

## Biografía
Masanja inició su carrera a comienzos de la década de 2010, registrando participaciones en películas como Basilisa (2011) y Jeraha la Moyo (2012). Compartió elenco con el reconocido actor y cineasta Steven Kanumba en la película de 2012 Kijiji Cha Tambua Haki. Otros de sus créditos en el cine de Tanzania incluyen producciones como Kigodoro, Vita Baridi, House Boy, Dhuluma y Devil's Kigdom.

## Filmografía destacada
- 2011 - Basilisa
- 2011 - You, Me and Him
- 2012 - Jeraha la Moyo
- 2012 - Kijiji Cha Tambua Haki
- 2012 - House Boy
- 2012 - Vita Baridi
- 2013 - Shortcut
- 2014 - Kigodoro